# Marching Out
Marching Out es el segundo trabajo en estudio del guitarrista sueco Yngwie J. Malmsteen. 
Publicado en 1985, fue grabado en los estudios Cherokee de Los Ángeles y Skyline de Topanga, California. Las composiciones incluidas en este álbum retoman elementos barrocos y clásicos. Sobresalen la velocidad y precisión en la ejecución simultánea de las líneas de guitarra y teclados así como la intensa y melódica voz de Jeff Scott Soto.

## Lista de canciones
1. "Prelude"
2. "I'll See the Light, Tonight"
3. "Don't Let It End"
4. "Disciples of Hell"
5. "I Am a Viking"
6. "Overture 1383"
7. "Anguish and Fear"
8. "On the Run Again"
9. "Soldier Without Faith"
10. "Caught in the Middle"
11. "Marching Out"

## Formación de Rising Force
- Yngwie J. Malmsteen: Guitarras eléctricas y acústicas, Coros, Moog Pedales
- Jens Johansson: Teclados
- Anders Johansson: Batería
- Marcel Jacob: Bajo
- Jeff Scott Soto: Voces

- Datos: Q667864